# Neurocolpus pumilus
Neurocolpus pumilus är en insektsart som beskrevs av Henry 1984. Neurocolpus pumilus ingår i släktet Neurocolpus och familjen ängsskinnbaggar. Inga underarter finns listade i Catalogue of Life.